# Бора Стационе (Форли-Чезена)
Бора Стационе је насеље у Италији у округу Форли-Чезена, региону Емилија-Ромања.
Према процени из 2011. у насељу је живело 29 становника. Насеље се налази на надморској висини од 82 м.